# 演化伦理学
演化伦理学是一門研究進化與道德、倫理之間的關係的學科，也是以生物学为出发点的一种伦理学研究領域，它基于人类心理及行为是由进化而來的事实。这一學科主要以演化心理學、社會生物學或动物行为学等学科为依据，理解和解释观察到的各种伦理偏好或选择，并寻求其起源。
规范性演化伦理学则尝试单独地或部分地借助演化论来论证某一伦理体系。从某种方面来说，这一尝试并不是特别地成功。例如，理查德·道金斯就曾提及我们是如何克服自私的基因而变得道德的；也就是说，演化使得人們產生各种直觉，但人們应根据道德体系选择服从或克制某一种直觉。此后，道金斯也对山姆·哈里斯所谓的“道德科学”表现出一定兴趣。

## 历史
查尔斯·达尔文在其著作《人类的由来》的论远古和文明时期中知性和道德能力的发展（On the Development of the Intellectual and Moral Faculties During Primeval and Civilised Times ）一章中试图解释人类道德的起源，以证明在人类和动物之间没有不可逾越的鸿沟。在他的理论中，道德属于自然界历史的问题。他认为，道德感对个体而言几乎没有任何优势，而对群体而言则能增加其适应性。然而，达尔文并未提出一个新的演化伦理学系统。
大卫·休谟首先提出了所谓的“是-应该问题”，即认为单从“是”的陈述中无法推出“应该”的命题。这一问题的本质是伦理系统是否可以论证，其重点在于我们为什么可以论证，而非如何论证。托马斯·亨利·赫胥黎则认为，道德情感可以逐渐形成，但这并不能成为道德的基础。他在上述评论中涉及了休谟的“是-应该问题”和后来由乔治·爱德华·摩尔提出的自然主義謬誤。此外，道德哲学家亨利·希德維克声称，鉴于演化论不能论证伦理学，它本质上与伦理学并没有什么关系。随后，英国哲学家摩尔在其《哲学原理》一书中证明了所有自然主义伦理学的学说（包括演化伦理学）均有缺陷。他首次指出，即使演化是一种进步，也不能由此得出更高级的有机体在所有方面都更高级的结论。因此，不可能由演化论证立某一特定的道德判断。另外，像“只因为演化的方向是进化的，我们应该朝这一方向前进”之类的论断是站不住脚的，因为它属于自然主义谬误，即以其他事物定义“善”这一概念的谬误。
关于自然选择，美国哲学家威廉·詹姆士认为，当时对于生存这一概念本身的崇拜是不合理的；同样，约翰·杜威也是演化伦理学的批评者之一，虽然他们两个都接受了演化这一事实。此外，杜威还认为，发现某一道德情感的起源和论证它的基础是两回事。
演化生物学家和演化遗传学家费奥多西·多布然斯基也猛烈地批评了演化伦理学：“除非演化伦理学可以说明，为什么促进演化发展一定意味着至善，否则任何演化伦理学的理论都是不可接受的”，“即使演化的方向的确指向‘善’，在这个问题上人们也会更愿意自由地而非被规律驱使着去做选择“。

## 引用列表
1. ↑  William Fitzpatrick, "Morality and Evolutionary Biology." Stanford Encyclopedia of Philosophy Available online at: https://plato.stanford.edu/entries/morality-biology/ （页面存档备份，存于）.
2. ↑  Farber, Paul Lawrence. . 1994: Chap. 1.
3. ↑  Huxley, Thomas. . 1893: 第66页.
4. ↑  Dobzhansky, Theodosius. . Columbia University Press. 1956: 第128–129页.